# 逢坂剛
逢坂 剛（おうさか ごう、1943年11月1日 -）は、日本の小説家、推理作家。本名：中 浩正。
父は挿絵画家の中一弥。東京都文京区生まれ。

## 来歴
開成中学校・高等学校を経て、1966年に中央大学法学部を卒業後、博報堂に勤務する傍ら、執筆活動を行う。17年ほど兼業した後、1997年に社屋が芝浦に移るのを機に31年勤めた同社を早期退職し、神田神保町にオフィスを構える専業作家となった。2001年から2005年まで日本推理作家協会理事長を務めた。

## 人物
17、8歳の頃から独習でクラシック・ギターを弾いていたが、大学時代に限界を感じる。そんな時、神保町のシャンソン喫茶で、サビーカスのフラメンコギターのレコードを聞いて衝撃を受け、カンテ・フラメンコを聴いて夢中になる。それがきっかけで本場のスペインにも興味をもち、1971年には2週間の有給休暇をとって初めて現地を旅行した。このことが影響し、作家になってからも『カディスの赤い星』をはじめとしてスペインを舞台にした作品を多く執筆している。また、オフィスにはギターがいくつも置かれているという。
愛棋家としても知られ、2008年4月に開幕した第66期名人戦七番勝負では、第一局を対局場となった東京都文京区にある椿山荘で観戦している。日本将棋連盟の会長を務めた米長邦雄とは、中央大学の同期生で旧知の間柄である。
古書と食に精通することでも知られ、神田神保町での行きつけのカレー店を『十字路に立つ女』など自身の作品にも登場させている。また、ラドリオには中央大学在学時代から訪れており、1986年「カディスの赤い星」で直木賞受賞の連絡は店頭で受け取った。

## 略歴
- 1980年 -「屠殺者よグラナダに死ね」（後に「暗殺者グラナダに死す」に改題）により第19回オール讀物推理小説新人賞を受賞しデビュー。
- 1986年 -『カディスの赤い星』により第5回日本冒険小説協会大賞を受賞。
- 1987年 - 同作により第96回直木三十五賞[12]、第40回日本推理作家協会賞を受賞[13]。
- 2014年 - 第17回日本ミステリー文学大賞を受賞[14]。
- 2015年 -『平蔵狩り』により第49回吉川英治文学賞を受賞[15]。
- 2020年 - 第61回毎日芸術賞を受賞[16]。

## 著書リスト

### 現代小説

#### シリーズ作品

##### 百舌シリーズ（公安警察シリーズ）
- 裏切りの日日（1981年2月 講談社 / 1986年7月 集英社文庫）- シリーズ序章
- 百舌の叫ぶ夜（1986年2月 集英社 / 1990年7月 集英社文庫 / 1998年4月 大活字本シリーズ【上・下】 / 2014年3月 集英社文庫【改訂新版】）
- 幻の翼（1988年5月 集英社 / 1990年8月 集英社文庫 / 2014年3月 集英社文庫【改訂新版】）
- 砕かれた鍵（1992年6月 集英社 / 1995年3月 集英社文庫 / 2014年3月 集英社文庫【改訂新版】）
- よみがえる百舌（1996年11月 集英社 / 1999年11月 集英社文庫）
- 鵟の巣（2002年6月 集英社 / 2005年4月 集英社文庫）
- 墓標なき街（2015年11月 集英社 / 2018年2月 集英社文庫）
- 百舌落とし（2019年8月 集英社 / 2022年3月 集英社文庫【上・下】）- 完結

##### 岡坂神策シリーズ
- クリヴィツキー症候群（1987年1月 新潮社 / 1990年1月 新潮文庫 / 2003年7月 講談社文庫）
  - 収録作品：謀殺のマジック / 遠い国から来た男 / オルロフの遺産 / 幻影ブルネーテに消ゆ / クリヴィツキー症候群
- 十字路に立つ女（1989年2月 講談社 / 1992年5月 講談社文庫 / 2017年11月 角川文庫）
- 斜影はるかな国（1991年7月 朝日新聞出版 / 1994年7月 講談社文庫 / 1996年2月 朝日文芸文庫 / 2003年11月 文春文庫）
- ハポン追跡（1992年9月 講談社 / 1995年10月 講談社文庫）
  - 【改題】緑の家の女（2017年2月 角川文庫）
    - 収録作品：血の報酬 / ハポン追跡 / 首 / 消えた頭文字 / 緑の家の女
- あでやかな落日（1997年7月 毎日新聞社 / 2001年2月 講談社文庫）
- カプグラの悪夢（1998年5月 講談社 / 2001年8月 講談社文庫）
  - 【改題】宝を探す女（2017年3月 角川文庫）
    - 収録作品：暗い森の死 / カプグラの悪夢 / 転落のロンド / 宝を探す女 / 過ぎし日の恋
- 牙をむく都会（2000年12月 中央公論新社 / 2003年2月 C★NOVELS【上・下】 / 2006年3月 講談社文庫）
- 墓石の伝説（2004年11月 毎日新聞社 / 2008年4月 講談社文庫）
- バックストリート（2013年6月 毎日新聞社）

##### 御茶ノ水警察署シリーズ
- しのびよる月（1997年11月 集英社 / 2001年1月 集英社文庫）
  - 収録作品：裂けた罠 / 黒い矢 / 公衆電話の女 / 危ない消火器 / しのびよる月 / 黄色い拳銃
- 配達される女（2000年8月 集英社 / 2004年4月 集英社文庫）
  - 収録作品：悩み多き人生 / 縄張り荒らし / 配達される女 / 苦いお別れ / 秘めたる情事 / 犬の好きな女
- 恩はあだで返せ（2004年5月 集英社 / 2007年4月 集英社文庫）
  - 収録作品：木魚のつぶやき / 欠けた茶碗 / 気のイイ女 / 恩はあだで返せ / 五本松の当惑
- おれたちの街（2008年6月 集英社 / 2011年6月 集英社文庫）
  - 収録作品：おれたちの街 / オンブにダッコ / ジャネイロの娘 / 拳銃買います
- 大迷走（2013年3月 集英社 / 2016年1月 集英社文庫）- シリーズ初の長編
- 地獄への近道（2021年5月 集英社文庫）
  - 収録作品：影のない女 / 天使の夜 / 不良少女M / 地獄への近道

##### イベリア・シリーズ
- イベリアの雷鳴（1999年6月 講談社 / 2002年6月 講談社文庫）
- 遠ざかる祖国（2001年12月 講談社 / 2005年7月 講談社文庫【上・下】）
- 燃える蜃気楼（2003年10月 講談社 / 2006年9月 講談社文庫【上・下】）
- 暗い国境線（2005年12月 講談社 / 2008年12月 講談社文庫【上・下】）
- 鎖された海峡（2008年4月 講談社 / 2011年4月 講談社文庫）
- 暗殺者の森（2010年9月 講談社 / 2013年9月 講談社文庫【上・下】）
- さらばスペインの日日（2013年11月 講談社 / 2016年9月 講談社文庫【上・下】）- 完結

##### 禿鷹シリーズ
- 禿鷹の夜（2000年5月 文藝春秋 / 2003年6月 文春文庫 / 2022年5月 文春文庫【新装版】）
- 無防備都市 禿鷹の夜II（2002年1月 文藝春秋 / 2005年1月 文春文庫 / 2022年8月 文春文庫【新装版】）
- 銀弾の森 禿鷹III（2003年11月 文藝春秋 / 2006年11月 文春文庫 / 2022年12月 文春文庫【新装版】）
- 禿鷹狩り 禿鷹IV（2006年7月 文藝春秋 / 2009年7月 文春文庫【上・下】 / 2023年2月 文春文庫【新装版】）
- 兇弾 禿鷹V（2010年1月 文藝春秋 / 2012年7月 文春文庫 / 2023年5月 文春文庫【新装版】）- 完結

##### 世間師シリーズ
- 相棒に気をつけろ（2001年8月 新潮社 / 2004年9月 新潮文庫）
  - 収録作品：いそがしい世間師 / 痩せる女 / 弦の嘆き / 八里の寝床 / 弔いはおれがする
- 相棒に手を出すな（2007年4月 新潮社 / 2010年2月 新潮文庫）
  - 収録作品：心変わり / 昔なじみ / ツルの一声 / 老舗のねうち / ツルの恩返し / 別れ話

#### シリーズ外作品
- 空白の研究（1981年9月 双葉ノベルス / 1984年6月 双葉文庫 / 1987年3月 集英社文庫）
  - 収録作品：真実の証明 / 美醜の探求 / 嫌悪の条件 / 不安の分析 / 空白の研究
- 赤い熱気球（1982年6月 双葉ノベルス）
  - 【改題】コルドバの女豹（1986年9月 講談社文庫）
    - 収録作品：暗殺者グラナダに死す / コルドバの女豹 / グラン・ビアの陰謀 / サント・ドミンゴの怒り / 赤い熱気球
- 幻のマドリード通信（1983年2月 大和書房 / 1987年4月 講談社文庫 / 2003年1月 文春ネスコ）
  - 収録作品：幻のマドリード通信 / カディスからの脱出 / カディスへの密使 / ジブラルタルの罠 / ドゥルティを殺した男
- スペイン灼熱の午後（1984年2月 講談社ノベルス / 1987年6月 講談社文庫）
- 情状鑑定人（1985年4月 双葉社 / 1988年2月 集英社文庫 / 2004年5月 文春文庫）
  - 収録作品：非常線 / 不安なナンバー / 都会の野獣 / 情状鑑定人 / 死の証人 / 暗い川 / 逃げる男
- カディスの赤い星（1986年7月 講談社 / 1989年8月 講談社文庫【上・下】 / 1995年10月 大活字本シリーズ【1-4】 / 2002年2月 双葉文庫【上・下】 / 2007年2月 講談社文庫〔新装版〕【上・下】）
- 水中眼鏡の女（1987年2月 文藝春秋 / 1990年2月 文春文庫 / 2003年2月 集英社文庫）
  - 収録作品：水中眼鏡の女 / ペンテジレアの叫び / 悪魔の耳
- さまよえる脳髄（1988年10月 新潮社 / 1992年1月 新潮文庫 / 2003年9月 集英社文庫）
- 幻の祭典（1993年5月 新潮社 / 1996年5月 新潮文庫 / 2002年12月 文春文庫 / 2010年10月 徳間文庫）
- まりえの客（1993年10月 講談社 / 1996年10月 講談社文庫）
  - 収録作品：まりえの客 / 最後のマドゥルガータ / 死せるソレア / アテネ断章 / 盗まれた風景 / 三十六号車の男
- 燃える地の果てに（1998年8月 文藝春秋 / 2001年11月 文春文庫【上・下】 / 2019年12月 角川文庫【上・下】）
- デズデモーナの不貞（1999年3月 文藝春秋 / 2002年7月 文春文庫）
  - 収録作品：雷雨の雨 / 奈落の底 / デズデモーナの不貞 / まりえの影 / 闇の奥
- 熱き血の誇り（1999年10月 新潮社 / 2002年9月 新潮文庫【上・下】 / 2018年11月 角川文庫【上・下】）
- 断裂回廊（2015年3月 徳間書店 / 2018年10月 徳間文庫）
- 鏡影劇場（2020年9月 新潮社 / 2023年2月 新潮文庫【上・下】）

### 時代小説

#### 重蔵始末シリーズ
挿画は父である中一弥が担当している。
- 重蔵始末（2001年6月 講談社 / 2004年7月 講談社文庫）
- じぶくり伝兵衛―重蔵始末(二)（2002年9月 講談社 / 2005年9月 講談社文庫）
- 猿曳遁兵衛―重蔵始末(三)（2004年3月 講談社 / 2007年3月 講談社文庫）
- 嫁盗み―重蔵始末(四)長崎篇（2006年3月 講談社 / 2009年3月 講談社文庫）
- 陰の声―重蔵始末(五)長崎篇（2007年4月 講談社 / 2010年7月 講談社文庫）
- 北門の狼―重蔵始末(六)蝦夷篇（2009年8月 講談社 / 2012年10月 講談社文庫）
- 逆浪果つるところ―重蔵始末(七)蝦夷篇（2012年9月 講談社 / 2015年1月 講談社文庫）
- 奔流恐るるにたらず―重蔵始末(八)完結篇（2017年11月 講談社 / 2020年11月 講談社文庫）- 完結

#### 道連れ彦輔シリーズ
- 道連れ彦輔（2006年11月 文藝春秋 / 2009年10月 文春文庫 / 2013年12月 大活字本シリーズ【上・下】）
- 伴天連の呪い―道連れ彦輔〈2〉（2008年11月 文藝春秋 / 2011年4月 文春文庫）
- 道連れ彦輔 居直り道中（2021年3月 毎日新聞出版 / 2024年1月 文春文庫【上・下】）

#### 火付盗賊改・長谷川平蔵シリーズ
- 平蔵の首（2012年3月 文藝春秋 / 2014年9月 文春文庫）
- 平蔵狩り（2014年8月 文藝春秋 / 2016年12月 文春文庫）
- 闇の平蔵（2016年11月 文藝春秋 / 2019年10月 文春文庫）
- 平蔵の母（2020年1月 文藝春秋 / 2024年4月 文春文庫）

### 西部劇
- アリゾナ無宿（2002年4月 新潮社 / 2005年4月 新潮文庫 / 2016年12月 中公文庫）
- 逆襲の地平線（2005年8月 新潮社 / 2008年2月 新潮文庫 / 2016年12月 中公文庫）
- 果てしなき追跡（2017年1月 中央公論新社 / 2019年9月 中公文庫【上・下】）
- 最果ての決闘者（2019年10月 中央公論新社 / 2022年8月 中公文庫）
- ブラック・ムーン（2022年2月 中央公論新社 / 2025年2月 中公文庫）- 完結
  - 収録作品：ブラック・ムーン / 死者の手札（文庫本のみ）

### エッセイ
- さまざまな旅（1993年10月 毎日新聞社 / 1997年11月 講談社文庫）
- 書物の旅（1994年11月 講談社 / 1998年12月 講談社文庫）
- 青春の日だまり―わたしの映画・テレビ熱中記（1997年5月 講談社）
- フラメンコに手をだすな！（1998年11月 パセオ）
- メディア決闘録（2000年4月 小学館）
- 逢坂剛のジョーシキ的常識録（2003年10月 文春ネスコ）
- 剛爺コーナー（2010年3月 講談社）
- 小説家・逢坂剛（2012年2月 東京堂出版）
- わたしのミステリー（2014年7月 七つ森書館）
- ご機嫌剛爺 人生は、面白く楽しく！（2021年10月 集英社）

### 共著・その他
- スペイン読本（1987年11月 福武文庫）- 編集
- スペイン内戦写真集（講談社 1989年）- 監修
- いすぱにあ万華鏡（1991年7月 パセオ）
- 棋翁戦てんまつ記（1995年3月 集英社 / 2018年3月 集英社文庫）
- 鬼平が「うまい」と言った江戸の味（1999年2月 PHP研究所 / 2003年12月 PHP文庫）- 北原亞以子・福田浩との共著
- 大いなる西部劇（2001年5月 新書館）- 川本三郎との共著
- 古書もスペインもミステリー（2003年10月 玉川大学出版部）
- 世界はハードボイルド（2004年4月 玉川大学出版部）
- 誇り高き西部劇（2005年10月 新書館）- 川本三郎との共著
- 山本博文教授の江戸学講座（2007年3月 PHP文庫）- 山本博文、宮部みゆきとの共著
- 池波正太郎の美食を歩く（2010年4月 祥伝社）
- お江戸東京極上スイーツ散歩（2011年4月 PHP研究所）- 岸朝子との共著
- さらば愛しきサスペンス映画（2012年10月 七つ森書館）- 川本三郎との共著
- ハードボイルド徹底考証読本（2013年9月 七つ森書館）- 小鷹信光との共著
- わが恋せし女優たち（2014年3月 七つ森書館）- 川本三郎との共著
- ハリウッド美人帖（2014年11月 七つ森書館）- 南伸坊との共著
- ハリウッド黄金期の女優たち（2015年11月 七つ森書館）- 南伸坊・三谷幸喜との共著

### 翻訳
- 奇巌城（1999年8月 講談社）- モーリス・ルブラン原作
  - 【改題】逢坂剛の奇巌城（2002年6月 講談社）
    - 【再改題】奇巌城（2004年8月 講談社文庫）

### アンソロジー
「」内が逢坂剛の作品
- 殺意の断層（1984年11月 文春文庫）「屠殺者よグラナダに死ね」
- 殺意の狂詩曲（1986年10月 光文社カッパ・ノベルス）「裂けた罠」
- 昭和ミステリー大全集〈下巻〉（1991年3月 新潮文庫）「暗殺者グラナダに死す」
- 12星宮殺人事件（1993年11月 飛天文庫）「情状鑑定人」
- 短編で読む 推理傑作選50〈下〉（1995年11月 光文社）「首」
- ザ・ベストミステリーズ 1998 推理小説年鑑（1998年6月 講談社）「雷雨の夜」
  - 【分冊・改題】完全犯罪証明書 ミステリー傑作選39（2001年4月 講談社文庫）
- 最新「珠玉推理」大全〈下〉（1998年10月 光文社カッパ・ノベルス）「危ない消火器」
  - 【改題】闇夜の芸術祭（2003年4月 光文社文庫）
- ザ・ベストミステリーズ 1999 推理小説年鑑（1999年6月 講談社）「過ぎし日の恋」
  - 【分冊・改題】殺人買います ミステリー傑作選41（2002年8月 講談社文庫）
- ミステリー傑作選・特別編〈5〉自選ショート・ミステリー（2001年7月 講談社文庫）「決闘」
- M列車で行こう（2001年10月 光文社カッパ・ノベルス / 2005年5月 光文社文庫）「悩み多き人生」
- ザ・ベストミステリーズ 2002 推理小説年鑑（2002年7月 講談社）「弔いはおれがする」
  - 【分冊・改題】零時の犯罪予報 ミステリー傑作選46（2005年4月 講談社文庫）
- ザ・ベストミステリーズ 2004 推理小説年鑑（2004年7月 講談社）「欠けた古茶碗」
  - 【分冊・改題】孤独な交響曲 ミステリー傑作選（2007年4月 講談社文庫）
- 名探偵を追いかけろ（2004年10月 光文社カッパ・ノベルス / 2007年5月 光文社文庫）「燃える女」
- 決断―警察小説競作―（2006年1月 新潮文庫）「昔なじみ」
- 作家の手紙（2007年2月 角川書店 / 2010年11月 角川文庫）「永遠なるエヴァ・バルトークさま」
- 小説 こちら葛飾区亀有公園前派出所（2007年5月 集英社 / 2011年5月 集英社文庫）「決闘、二対三！の巻」
- 事件の痕跡（2007年11月 光文社カッパ・ノベルス / 2012年4月 光文社文庫）「ツルの一声」
- ザ・ベストミステリーズ 2008 推理小説年鑑（2008年7月 講談社）「悪い手」
  - 【分冊・改題】Doubt きりのない疑惑 ミステリー傑作選（2011年11月 講談社文庫）
- 現場に臨め（2010年10月 光文社カッパ・ノベルス / 2014年4月 光文社文庫）「おれたちの街」
- ミステリーの書き方（2010年11月 幻冬舎 / 2015年10月 幻冬舎文庫）※執筆作法「どんでん返し」
- 日本の作家60人 太鼓判!のお取り寄せ（2011年6月 講談社）※エッセイアンソロジー「餅のおまつり」
- 今野敏選 スペシャル・ブレンド・ミステリー 謎006（2011年9月 講談社文庫）「闇の奥」
- 私がデビューしたころ ミステリ作家51人の始まり（2014年6月 東京創元社）※エッセイアンソロジー「初心忘るべからず」
- 推理作家謎友録 日本推理作家協会70周年記念エッセイ（2017年8月 角川文庫）※エッセイアンソロジー
- 夢現 日本推理作家協会70周年アンソロジー（2017年10月 集英社文庫）「非常線」
- 池波正太郎と七人の作家 蘇える鬼平犯科帳（2017年10月 文藝春秋 / 2018年10月 文春文庫）「せせりの辨介」
- 日本推理作家協会賞受賞作家 傑作短編集 9 冒険と謀略と（2019年6月 双葉文庫）「グラン・ビアの陰謀」
- 葛藤する刑事たち 警察小説アンソロジー（2019年11月 朝日文庫）「黒い矢」
- 矜持 警察小説傑作選（2021年1月 PHP文芸文庫）「悩み多き人生」
- 時代小説 ザ・ベスト2024（2024年7月 集英社文庫）「水船地獄」

## 映像化作品

### テレビドラマ
テレビ朝日系
- 土曜ワイド劇場
  - 切り札をもつ女（1985年2月9日、主演：篠ひろ子、原作：真実の証明『空白の研究』所収）
  - 美しい共犯者（1987年7月11日、主演：池上季実子）
  - 十字路に立つ女（1991年9月7日、主演：細川俊之）

TBS系
- 水曜ドラマスペシャル
  - 美に捧げる犯罪（1987年7月22日、主演：宇津井健）

- 木曜ドラマ劇場
  - MOZU Season1 〜百舌の叫ぶ夜〜（2014年4月10日 - 6月12日、全10話、主演：西島秀俊、原作：百舌の叫ぶ夜）

フジテレビ・関西テレビ系
- 現代恐怖サスペンス
  - 白昼の悪魔 狙われた人妻（1987年7月27日、主演：堤大二郎）
  - 消えた死体 美しき罠〜真夏の夜の夢殺人（1987年8月17日、主演：浅野ゆう子、原作：空白の研究）

- 金曜女のドラマスペシャル
  - 水中眼鏡の女（1987年9月11日、主演：早乙女愛）

- 直木賞作家サスペンス
  - 死の証人（1989年1月23日、主演：沢田亜矢子）

- 男と女のミステリー
  - 真実の証明（1990年4月20日、主演：島田陽子）

- 金曜ドラマシアター
  - カディスの赤い星（1992年3月13日、主演：古谷一行）

- 金曜エンタテイメント・金曜プレステージ
  - 所轄刑事シリーズ（主演：船越英一郎、原作：御茶ノ水警察署シリーズ）
    - 2004年9月10日-2013年1月18日までで計8回放送されている

テレビ東京・BSジャパン系
- 月曜・女のサスペンス
  - 蒼い服の女・暴かれた都会の野獣の正体（1988年9月5日、主演：萬田久子）

- BSミステリー・水曜ミステリー9
  - 神楽坂署生活安全課シリーズ（主演：舘ひろし）
    - 第1作・迷刑事エイジ＆ロク（2005年5月22日、原作：配達される女）

日本テレビ・読売テレビ系
- 火曜サスペンス劇場
  - 情状鑑定人（1988年9月20日、主演：二谷英明）
  - 空白の殺意（1991年8月6日、主演：佐藤友美、原作：空白の研究）
  - まりえの客（1994年10月18日、主演：三宅裕司）

- ドラマシティー'93
  - さまよえる脳髄（1993年2月11日、主演：東ちづる）

WOWOW
- 連続ドラマW
  - MOZU Season2 〜幻の翼〜（2014年6月22日 - 7月20日、全5話、主演：西島秀俊、原作：幻の翼）

### 映画
- さまよえる脳髄（1993年12月4日公開、配給：ヒーロー、監督：萩庭貞明、主演：神田正輝）
- ナイトピープル（2013年1月26日公開、配給：太秦、監督：門井肇、主演：佐藤江梨子、原作：都会の野獣『情状鑑定人』所収）[4]
- 劇場版 MOZU（2015年11月7日公開、配給：東宝、監督：羽住英一郎、主演：西島秀俊）

## メディア出演
- 第38回NHK紅白歌合戦（1987年12月31日、NHK総合・ラジオ第1） - 審査員
- カディスの赤い星 ギターコンサート2012（2012年6月12日、BSジャパン）- ナビゲーターとして出演し、ギタリストの沖仁、木村大、飯ヶ谷守康をむかえる
- 宮崎美子のすずらん本屋堂（2012年10月16日、BSジャパン）- ゲスト出演。時代小説、重蔵始末シリーズや父・中一弥について語る。